# Jean Mabillon

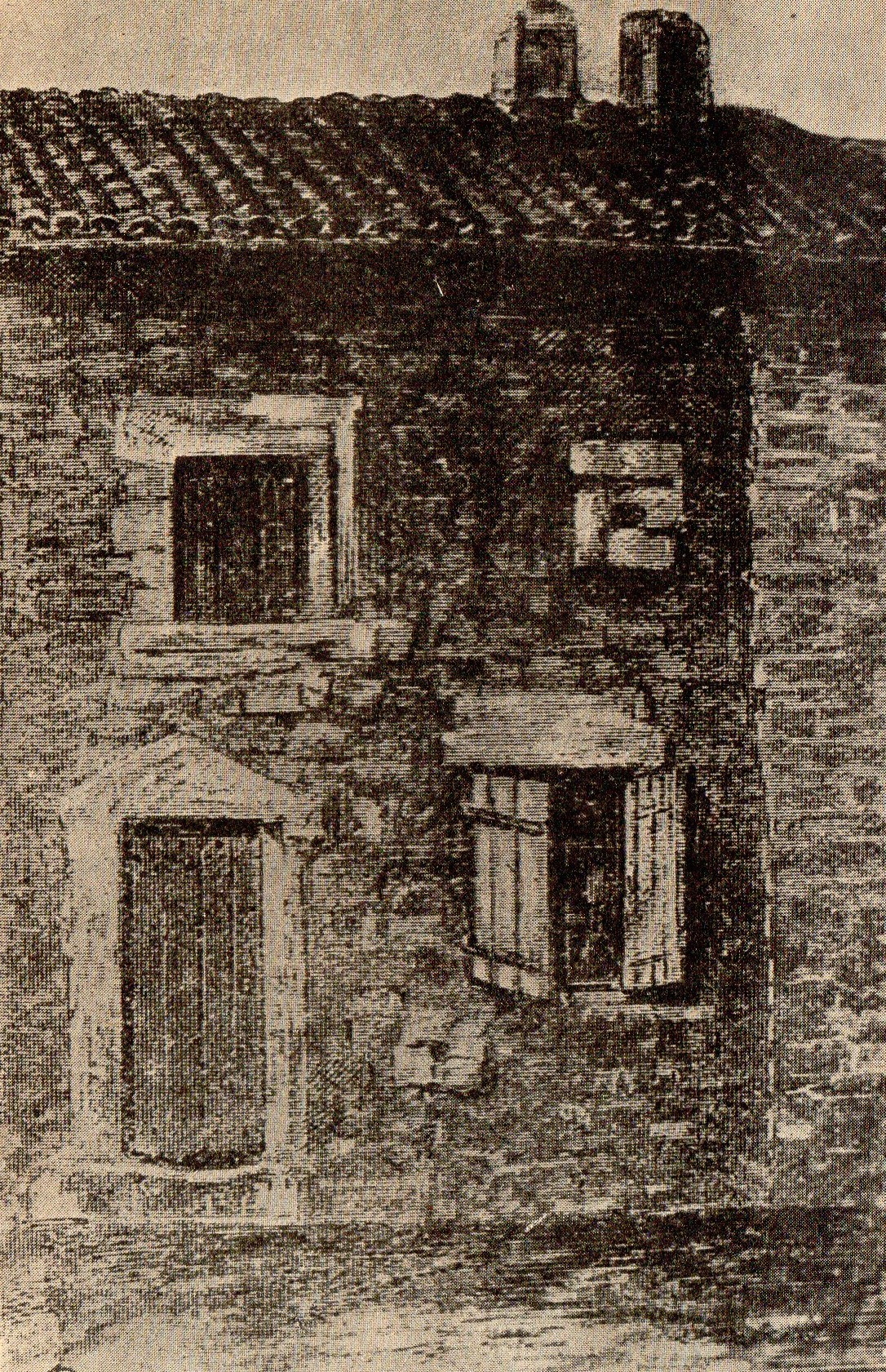
Dom rodzinny w Saint-Pierremont

Jean Mabillon (ur. 23 listopada 1632, zm. 27 grudnia 1707) – francuski historyk, uważany za prekursora dyplomatyki, benedyktyn, należał do pierwszego pokolenia maurystów.

## Działalność naukowa
W wieku 21 lat wstąpił do benedyktyńskiej reformowanej Kongregacji św. Maura, która poprzez starania o poziom wykształcenia swych członków stworzyła szkołę historyczno-krytyczną w dziedzinie badań nad tekstami z zakresu duchowości i patrystyki. Po 11 latach ostatecznie osiadł w opactwie Saint Germain w Paryżu, gdzie poświęcił się badaniom autentyczności dokumentów dotyczących powstania i początków zakonu benedyktynów. Współpracował tam z Bernardem de Montfaucon. Jego praca stała się początkiem nowej dyscypliny historycznej - dyplomatyki (łac. diploma – dokument). W latach osiemdziesiątych XVII wieku na zlecenie dworu francuskiego i na jego koszt odbył kilka podróży naukowych po bibliotekach i archiwach włoskich i niemieckich, gdzie gromadził wszelkiego rodzaju materiały wiążące się z dziejami Francji.
W 1798 r. Tadeusz Czacki cytował go jako autorytet w ocenie historycznej rzetelności XIII-wiecznej Złotej Legendy Jakuba de Voragine. Nazwał go "daleko uczonym":

Ten rękopism jest to częścią zbioru żywotów świętych i bajek nabożnych, które sławny Jacob de Avoragine, inaczej a Voragine nazwany, dominikanin i arcybiskup genueński, w XIII wieku napisał. (...) 
Później daleko uczony Mabillon i pracowici Bollandyści równie tego Jakóba jak Suriusza z liczby dobrych pisarzów wyłączyli.
Zawsze jednak ten rękopism dla swojej piękności będzie przyjemną biblioteki ozdobą,
18/19 września 1798 r. T. Czacki

## Najważniejsze prace
- De re diplomatica libri VI, druk. 1681;
- Acta Sanctorum ordinis S. Benedicti, 1688;
- Annales ordinis S. Benedicti, 1703.